# Erupția vulcanului Fuego din 2018
O erupție explozivă a vulcanului Fuego din Guatemala a avut loc în după-amiaza zilei de 3 iunie 2018. Erupția a fost însoțită de lahare, scurgeri piroclastice și nori de cenușă vulcanică, provocând moartea a cel puțin 109 oameni. Este cea mai violentă erupție din țară de la prăbușirea domului Santiaguito din 1929 care a ucis până la 5.000 de oameni.

## Vulcanul Fuego

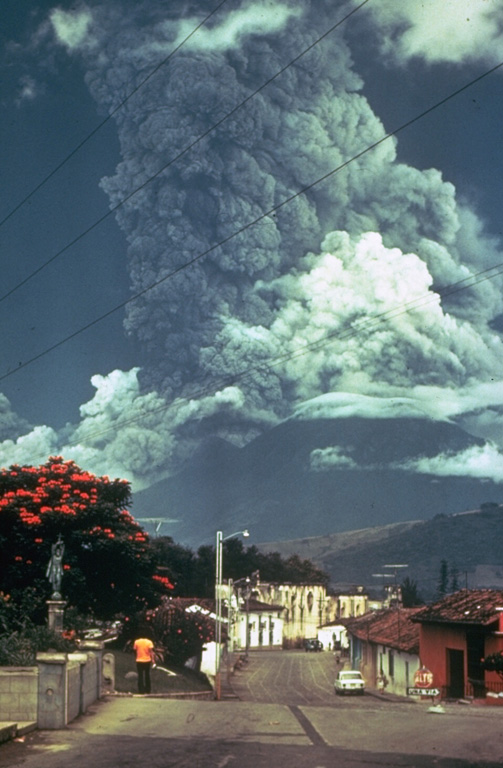
Erupția din octombrie 1974

Volcán de Fuego (literalmente „vulcanul de foc” în spaniolă) este unul dintre cei mai activi vulcani ai Americii Centrale și este situat la 44 km de capitala Guatemalei, Ciudad de Guatemala. Este un stratovulcan care a avut mai mult de 60 de erupții din 1524, inclusiv o erupție majoră în 1974, care a produs scurgeri piroclastice care au distrus recolta de iarnă a regiunii și căderi de cenușă care au acoperit orașele din apropiere. Există o tendință de apariție a erupțiilor în grupuri, iar probabilitatea unei erupții scade de la 0,02 la 0,01 după șase ani de inactivitate. Grupurile de erupții apar la intervale de 80–170 de ani și durează 20–70 de ani. Cel mai recent dintre acestea a început în 1932 și continuă până în prezent. Majoritatea erupțiilor istorice ale vulcanului Fuego au avut loc în sau în prejma lunilor februarie sau septembrie.
Faza cea mai eruptivă a început în 2002, culminând cu o erupție explozivă în 2012, care a forțat 33.000 de localnici să își părăsească locuințele, dar nu a provocat decese. Populația din jurul vulcanului este estimată la 54.000 pe o rază de 10 km și peste un milion pe o rază de 30 km. În afară de Fuego, în Guatemala mai există alți doi vulcani activi.

## Evenimente

### 3 iunie
Vulcanul Fuego a prezentat primele semne de activitate pe 3 iunie, la ora locală 11, expulzând o coloană de cenușă până la 10.000 m în atmosferă. Faza explozivă a început după ora 16. La ora 16:20, zborurile de pe Aeroportul Internațional La Aurora, al patrulea cel mai aglomerat din America Centrală, au fost suspendate din cauza prezenței cenușii pe pistă. 3.271 de persoane au fost evacuate din imediata vecinătate a vulcanului. Aceasta este a doua erupție a vulcanului în 2018. Acesta a produs între cinci și șapte explozii pe oră, variind în intensitate de la slab la moderat, până la puternic. În total, erupția a durat peste 16 ore, dar Institutul Național de Vulcanologie a avertizat asupra unei posibile reactivări.
Erupția a generat scurgeri piroclastice – amestec de gaze foarte fierbinți și material vulcanic – care au coborât pe versanți și au înghițit localități precum El Rodeo și San Miguel Los Lotes. Locuitorii cătunelor de pe versanții vulcanului au fost luați prin surprindere și nu au avut suficient timp să fugă în siguranță. Precipitațiile abundente din timpul erupției au dus la formarea de lahare periculoase care au îngropat mai multe sate afectate în material vulcanic și au blocat drumurile. Vremea rea și laharele imprevizibile au complicat operațiunile de salvare, acestea fiind suspendate în noaptea de 3 iunie.
Un cutremur cu magnitudinea 5,2 pe scara Richter a avut loc în largul coastelor Guatemalei la o zi după erupție. Potrivit USGS, epicentrul cutremurului a fost în Oceanul Pacific, la o adâncime de 10 km.

### 5 iunie
La 48 de ore de la erupția principală, o a doua erupție a expulzat o coloană de cenușă până la 5.000 m în aer și a generat scurgeri piroclastice în direcția Canionului Las Lajas. Erupția a fost însoțită de evenimente seismice. 30.000 de oameni din șapte localități de pe versantul vulcanului au fost evacuați, iar operațiunile de salvare au fost sistate din nou.

### 8–9 iunie
La aproape o săptămână de la erupția inițială, vulcanul Fuego a eliberat un flux de sedimente și roci fierbinți, determinând autoritățile să dispună noi evacuări preventive. Potrivit INSIVUMEH, noul lahar a fost alimentat de ploi și a pus la pământ copaci în drumul său prin defileuri și ravene. Pe 9 iunie, o creștere a nivelului râului Pantaleón cauzată de noua scurgere a dus la evacuarea a 72 de oameni din localitatea Santa Lucía Cotzumalguapa.

### Cronologie
| Dată           | Detalii | Imagine       |
| Ianuarie 2018  | Ianuarie 2018 | Ianuarie 2018 |
| -------------- | --- | ------------- |
| 31 ianuarie    | Vulcanul Fuego erupe pe 31 ianuarie. Landsat 8 obține o imagine a erupției o zi mai târziu. Potrivit CONRED, coloana de cenușă atinge înălțimea de 6.500 m și este transportată de vânt 40 km spre vest și sud-vest. Cenușa afectează zeci de mii de oameni, în special în provinciile Escuintla și Chimaltenango. Lava din două conducte active se scurge prin patru defileuri, forțând autoritățile să închidă preventiv drumul național 14. |               |
| Februarie 2018 | |               |
| 1 februarie    | Vulcanul Fuego se menține în erupție, expulzând o coloană de cenușă până la 5.500 m în atmosferă. Exploziile sunt însoțite de bubuituri moderate care provoacă vibrații ale acoperișurilor caselor din apropierea vulcanului, sunete constante asemănătoare locomotivei unui tren și particule fine de cenușă în comunitățile Santa Sofía, Morelia, El Porvenir, ferma Palo Verde, Sangre de Cristo, San Pedro Yepocapa și Panimaché I și II. 26.529 de persoane sunt afectate și 510 evacuate. 78 de case suferă pagube ușoare, 110 pagube moderate, două pagube grave și sunt afectate de asemenea 12 drumuri. |               |
| 2 februarie    | Autoritățile emit o alertă de cod portocaliu după erupția vulcanului Fuego. Coloana de cenușă ajunge la o înălțime de 1,7 km. Căderi de cenușă sunt raportate în satele de la poalele vulcanului, iar școlile din imediata vecinătate sunt închise din motive de siguranță. |               |
| Iunie 2018     | |               |
| 3 iunie        | O fază eruptivă puternică (paroxism) are loc pe 3 iunie. Durând aproximativ 16–17 ore până seara, aceasta generează nori de cenușă până la o înălțime de 10 km, care sunt purtați de vânt înspre vest pentru mai mult de 40 km, scurgeri de lavă de pe versanți, căderi mari de cenușă în zonele învecinate și scurgeri secundare de noroi cauzate de precipitațiile abundente. |               |
| 5 iunie        | Pe 5 iunie, la ora locală 14:10, un alt flux piroclastic coboară pe aceeași direcție (defileurile Las Lajas și El Jute) ca erupția din 3 iunie. Norul de cenușă asociat urcă până la 6 km în atmosferă, dar se disipează rapid. Nu se înregistrează niciun precursor seismic înainte de noul eveniment, care, cel mai probabil, nu este cauzat de o nouă erupție de lavă, ci de o alunecare a depozitelor acumulate și/sau prăbușirea pereților povârnișului adânc din conul superior al vulcanului lăsat de fluxul din 3 iunie.                                                                                 |               |

## Victime
Potrivit Fanuel Garcia, directorul Institutului Național de Medicină Legală, 109 cadavre au fost recuperate până pe 7 iunie. Alte 58 de persoane au fost spitalizate cu arsuri de gradul III. De asemenea, un reprezentat CONRED a declarat că „sunt persoane dispărute, dar nu știm câte”. Printre victime se numără un oficial CONRED și doi copii uciși în timp ce urmăreau erupția de pe un pod. Potrivit Ministerului Sănătății, alți 12 copii au fost transferați pe cale aeriană în Texas (Statele Unite) și Mexic pentru tratament de specialitate.
Majoritatea victimelor au fost din San Miguel Los Lotes, El Rodeo și Escuintla și au murit după ce casele lor s-au prăbușit sub violența torentului de lavă și noroi.
Coordinadora Nacional para la Reducción de Desastres (CONRED) a anunțat pe 3 iunie că 1.702.136 de persoane au fost afectate, iar 3.271 au fost evacuate din regiune. În jur de 1.400 de oameni au fost găzduiți în adăposturile improvizate în școli și clădiri guvernamentale.
| Pagube umane               | Pagube umane |
| -------------------------- | ------------ |
| Persoane afectate          | 1.714.387    |
| Persoane evacuate          | 12.823       |
| Persoane adăpostite        | 3.570        |
| Persoane dispărute         | 197          |
| Persoane rănite            | 55           |
| Persoane decedate          | 112          |
| Pagube materiale           |              |
| Case distruse              | 186          |
| Case avariate              | 750          |
| Rețele de energie afectate | 2            |
| Drumuri afectate           | 5            |
| Drumuri distruse           | 1            |
| Școli afectate             | 3            |
| Școli distruse             | 1            |
| Poduri distruse            | 2            |

## Reacții
Președintele Jimmy Morales a decretat stare de calamitate în departamentele Escuintla, Sacatepéquez și Chimaltenango. Măsura – justificată de pierderile de vieți omenești și de daunele suferite de infrastructură – a permis deblocarea de fonduri pentru intervenție. Morales a declarat că Guatemala a primit oferte de asistență umanitară din partea mai multor țări, printre care Israel, Mexic, Columbia, Panama și El Salvador. De asemenea, pe 4 iunie au fost declarate trei zile de doliu național.
Armata a fost trimisă în zonele afectate de erupție pentru a ajuta la operațiunile de salvare. Voluntarii locali au împărțit alimente echipelor de salvatori, iar coloanele de mașini au distribuit locuitorilor alimente, apă, hârtie igienică, scutece și alte necesități. Întrucât alimentarea cu energie electrică a fost întreruptă în zonele afectate, căutările pentru eventuali supraviețuitori au putut avea loc doar până la apus.